# Campeonato Europeo de Atletismo de 1969
El IX Campeonato Europeo de Atletismo se celebró en Atenas (Grecia) entre el 16 y el 21 de septiembre de 1969 bajo la organización de la Asociación Europea de Atletismo (EAA) y la Federación Helénica de Atletismo. 
Las competiciones se realizaron en el Estadio Georgios Karaϊskakis de la capital griega.

## Resultados

### Masculino
| Evento             | Oro                                                                                 | Plata                                                                                    | Bronce                                                                                          |
| ------------------ | ----------------------------------------------------------------------------------- | ---------------------------------------------------------------------------------------- | ----------------------------------------------------------------------------------------------- |
| 100 m              | Valeri Borzov Unión Soviética 10,4                                                  | Alain Sarteur Francia 10,4                                                               | Philippe Clerc · Suiza · 10,5                                                                   |
| 200 m              | Philippe Clerc · Suiza · 20,6                                                       | Hermann Burde República Democrática Alemana 20,9                                         | Zenon Nowosz · Polonia · 20,9                                                                   |
| 400 m              | Jan Werner · Polonia · 45,7                                                         | Jean-Claude Nallet Francia 45,8                                                          | Stanisław Grędziński · Polonia · 45,8                                                           |
| 800 m              | Dieter Fromm República Democrática Alemana 1:45,9                                   | Jozef Plachý Checoslovaquia 1:46,2                                                       | Manfred Matuschewski República Democrática Alemana 1:46,8                                       |
| 1500 m             | John Whetton Reino Unido 3:39,4                                                     | Frank Murphy Irlanda 3:39,5                                                              | Henryk Szordykowski · Polonia · 3:39,8                                                          |
| 5.000 m            | Ian Stewart Reino Unido 13:44,8                                                     | Rashid Sharafetdinov Unión Soviética 13:45,8                                             | Alan Blinston Reino Unido 13:47,6                                                               |
| 10.000 m           | Jürgen Haase República Democrática Alemana 28:41,6                                  | Mike Tagg Reino Unido 28:43,2                                                            | Nikolay Sviridov Unión Soviética 28:45,8                                                        |
| 110 m vallas       | Eddy Ottoz · Italia · 13,5                                                          | David Hemery Reino Unido 13,7                                                            | Alan Pascoe Reino Unido 13,9                                                                    |
| 400 m vallas       | Viacheslav Skomorokhov Unión Soviética 49,7                                         | John Sherwood Reino Unido 50,1                                                           | Andrew Todd Reino Unido 50,3                                                                    |
| 3.000 m obstáculos | Mikhail Zhelev Bulgaria 8:25,0                                                      | Alexandr Morozov Unión Soviética 8:25,6                                                  | Vladimir Dudin Unión Soviética 8:26,6                                                           |
| 20 km marcha       | Paul Nihill Reino Unido 1:30:48                                                     | Leonida Caraiosifoglu · Rumania · 1:31:06                                                | Nikolái Smaga Unión Soviética 1:31:20                                                           |
| 50 km marcha       | Christoph Höhne República Democrática Alemana 4:12:33                               | Peter Selzer República Democrática Alemana 4:16:10                                       | Veniamin Soldatenko Unión Soviética 4:23:05                                                     |
| Maratón            | Ron Hill Reino Unido 2:16:47                                                        | Gaston Roelants · Bélgica · 2:17:22                                                      | Jim Alder Reino Unido 2:19:05                                                                   |
| Salto de altura    | Valentin Gavrilov Unión Soviética 2,17 m                                            | Reijo Vähälä · Finlandia · 2,17 m                                                        | Erminio Azzaro · Italia · 2,17 m                                                                |
| Salto con pértiga  | Wolfgang Nordwig República Democrática Alemana 5,30                                 | Kjell Isaksson · Suecia · 5,20                                                           | Aldo Righi · Italia · 5,10                                                                      |
| Salto de longitud  | Igor Ter-Ovanesian Unión Soviética 8,17                                             | Lynn Davies Reino Unido 8,07                                                             | Tönu Lepik Unión Soviética 8,04                                                                 |
| Salto triple       | Viktor Saneyev Unión Soviética 17,34                                                | Zoltán Cziffra · Hungría · 16,85                                                         | Klaus Neumann República Democrática Alemana 16,68                                               |
| Peso               | Dieter Hoffmann República Democrática Alemana 20,12                                 | Heinz-Joachim Rothenburg República Democrática Alemana 20,05                             | Hans-Peter Gies República Democrática Alemana 19,78                                             |
| Disco              | Hartmut Losch República Democrática Alemana 61,82                                   | Ricky Bruch · Suecia · 61,08                                                             | Lothar Milde República Democrática Alemana 59,34                                                |
| Martillo           | Anatoli Bondarchuk Unión Soviética 74,68                                            | Romuald Klim Unión Soviética 72,74                                                       | Reinhard Theimer República Democrática Alemana 72,02                                            |
| Jabalina           | Janis Lusis Unión Soviética 91,52                                                   | Pauli Nevala · Finlandia · 89,58                                                         | Janusz Sidło · Polonia · 82,90                                                                  |
| 4 x 100 m          | Francia 38,8 Alain Sarteur Patrick Bourbeillon Gérard Fenouil François St.-Gilles   | Unión Soviética 39,3 Aleksandr Lebedev Vladislav Sapeya Nikolay Ivanov Valeriy Borzov    | Checoslovaquia 39,5 Ladislav Kříž Dionys Szogedi Jiří Kynos Luděk Bohman                        |
| 4 x 400 m          | Francia 3:02,3 Gilles Bertould Christian Nicolau Jacques Carette Jean-Claude Nallet | Unión Soviética 3:03,0 Yevgeniy Borisenko Boris Savchuk Yuriy Zorin Aleksandr Bratchikov | Alemania Occidental 3:03,1 Horst-Rüdiger Schlöske Ingo Röper Gerhard Hennige Martin Jellinghaus |
| Decatlón           | Joachim Kirst República Democrática Alemana 8041 pts.                               | Herbert Wessel República Democrática Alemana 7828 pts.                                   | Viktor Chelnokov Unión Soviética 7801 pts.                                                      |

### Femenino
| Evento            | Oro                                                                                       | Plata                                                                             | Bronce                                                                                           |
| ----------------- | ----------------------------------------------------------------------------------------- | --------------------------------------------------------------------------------- | ------------------------------------------------------------------------------------------------ |
| 100 m             | Petra Vogt República Democrática Alemana 11,6                                             | Wilma van den Berg · Países Bajos · 11,7                                          | Anita Neil Reino Unido 11,8                                                                      |
| 200 m             | Petra Vogt República Democrática Alemana 23,2                                             | Renate Meissner República Democrática Alemana 23,3                                | Valerie Peat Reino Unido 23,3                                                                    |
| 400 m             | Nicole Duclos Francia 51,7                                                                | Colette Besson Francia 51,7                                                       | Maria Sykora · Austria · 53,0                                                                    |
| 800 m             | Lillian Board Reino Unido 2:01,4                                                          | Annelise Damm-Olesen Dinamarca 2:02,6                                             | Vera Nikolić Yugoslavia 2:02,6                                                                   |
| 1500 m            | Jaroslava Jehličková Checoslovaquia 4:10,7                                                | Maria Gommers · Países Bajos · 4:11,9                                             | Paola Pigni · Italia · 4:12,0                                                                    |
| 100 m vallas      | Karin Balzer República Democrática Alemana 13,3                                           | Bärbel Podeswa República Democrática Alemana 13,6                                 | Teresa Nowak · Polonia · 13,7                                                                    |
| Salto de altura   | Miloslava Rezková Checoslovaquia 1,83 m                                                   | Antonina Lazareva Unión Soviética 1,83 m                                          | Mária Mračnová Checoslovaquia 1,83 m                                                             |
| Salto de longitud | Mirosława Sarna · Polonia · 6,49                                                          | Viorica Viscopoleanu · Rumania · 6,45                                             | Berit Berthelsen · Noruega · 6,44                                                                |
| Peso              | Nadezhda Chizhova Unión Soviética 20,43                                                   | Margitta Gummel República Democrática Alemana 19,58                               | Marita Lange República Democrática Alemana 18,56                                                 |
| Disco             | Tamara Danilova Unión Soviética 59,28                                                     | Liudmila Muraviova Unión Soviética 59,24                                          | Karin Illgen República Democrática Alemana 58,66                                                 |
| Jabalina          | Angéla Németh · Hungría · 59,76                                                           | Márta Vidos-Paulanyi · Hungría · 58,80                                            | Valentina Evert Unión Soviética 56,56                                                            |
| 4 x 100 m         | República Democrática Alemana 43,6 Regina Hofer Renate Meissner Bärbel Podeswa Petra Vogt | Alemania Occidental 44,0 Bärbel Hohnle Jutta Stock Rita Jahn-Wilden Ingrid Becker | Reino Unido 44,3 Anita Neil Denise Ramsden Sheila Cooper Valerie Peat                            |
| 4 x 400 m         | Reino Unido 3:30,8 Rosemary Stirling Pat Lowe Janet Simpson Lillian Board                 | Francia 3:30,8 Bernadette Martin Nicole Duclos Eliane Jacq Colette Besson         | República Democrática Alemana 3:32,7 Christa Czekay Antje Gleichfeld Inge Eckhoff Christel Frese |
| Pentatlón         | Liese Prokop · Austria · 5.030 pts.                                                       | Meta Antenen · Suiza · 4.793 pts.                                                 | Maria Siziakova Unión Soviética 4.773 pts.                                                       |

## Medallero
| Núm. | País           | Oro | Plata | Bronce | Total |
| ---- | -------------- | --- | ----- | ------ | ----- |
| 1    | RDA            | 11  | 7     | 8      | 26    |
| 2    | URSS           | 9   | 7     | 8      | 24    |
| 3    | Reino Unido    | 6   | 4     | 7      | 17    |
| 4    | Francia        | 3   | 4     | 0      | 7     |
| 5    | Checoslovaquia | 2   | 1     | 2      | 5     |
| 6    | Polonia        | 2   | 0     | 5      | 7     |
| 7    | Hungría        | 1   | 2     | 0      | 3     |
| 8    | Suiza          | 1   | 1     | 1      | 3     |
| 9    | Italia         | 1   | 0     | 3      | 4     |
| 10   | Austria        | 1   | 0     | 1      | 2     |
| 11   | Bulgaria       | 1   | 0     | 0      | 1     |
| 12   | Finlandia      | 0   | 2     | 0      | 2     |
| 12   | Países Bajos   | 0   | 2     | 0      | 2     |
| 12   | Rumania        | 0   | 2     | 0      | 2     |
| 12   | Suecia         | 0   | 2     | 0      | 2     |
| 16   | RFA            | 0   | 1     | 1      | 2     |
| 16   | Bélgica        | 0   | 1     | 0      | 1     |
| 16   | Dinamarca      | 0   | 1     | 0      | 1     |
| 16   | Irlanda        | 0   | 1     | 0      | 1     |
| 19   | Noruega        | 0   | 0     | 1      | 1     |
| 19   | Yugoslavia     | 0   | 0     | 1      | 1     |
|      | TOTAL          | 38  | 38    | 38     | 114   |